# Langstakket væselhale
Langstakket væselhale (Vulpia bromoides) , :170–171   :450 ,   er en etårig græsart hjemmehørende i Europa, Nordafrika og Lilleasien. Det er indført og naturaliseret i Nordamerika, Hawaii-øerne, Puerto Rico og andre steder.[kilde mangler]
Som en naturaliseret  art i Nordamerika findes langstakket væselhale primært i den vestlige del af Canada, den sydlige og vestlige del af USA og det nordlige Mexico.[kilde mangler]
I Danmark er arten temmelig sjælden og findes især på Øerne og i Østjylland. Den vokser på sandet jord på strandoverdrev, skrænter, vejkanter, ruderater mv.